# Caruso (nazwisko)
Caruso – włoskie nazwisko pochodzenia sycylijskiego. W XIX wieku określenia carusu używano wobec małych 8–10 letnich chłopców pracujących niewolniczo w kopalniach siarki, soli i potasu.
Nazwisko Caruso noszą znane postaci z dziedziny sportu i sztuki:
- Enrico Caruso – włoski śpiewak operowy
- Alex Caruso – amerykański koszykarz
- David Caruso – amerykański aktor filmowy i telewizyjny
- Damiano Caruso – włoski kolarz szosowy
- D.J. Caruso – amerykański reżyser
- Oliver Caruso – niemiecki sztangista
- Roberto Caruso – włoski kolarz szosowy